# Trzynaście kobiet
Trzynaście kobiet (ang. Thirteen Women) – amerykański thriller z 1932 roku.

## Treść
Ursula, pragnąc zemścić się na koleżankach, wysyła dwunastu z nich listy z horoskopem, zapowiadającym rychłą tragedię. Wkrótce przepowiednie zaczynają się spełniać.

## Obsada
- Myrna Loy (Ursula Georgi),
- Irene Dunne (Laura Stanhope),
- Florence Eldridge (Grace Coombs),
- Ricardo Cortez (Police Sergeant Barry Clive),
- Jill Esmond (Jo Turner),
- Mary Duncan (June Raskob),
- Kay Johnson (Helen Dawson Frye),
- C. Henry Gordon (Swami Yogadachi),
- Peg Entwistle (Hazel Clay Cousins),
- Harriet Hagman (May Raskob),
- Edward Pawley (Burns, Laura's Chauffeur),
- Blanche Friderici (Miss Kirsten, Seminary Official),
- Wally Albright (Robert 'Bobby' Stanhope),
- Leon Ames (Undetermined Role),
- Phyllis Cerf (Twelfth Woman),